# Ростоцкий, Юрий Андреевич
Ростоцкий Юрий Андреевич (англ. Rostotsky Yury) — российский оперный певец (тенор), лауреат IX Международного конкурса вокалистов имени Зары Долухановой «Янтарный соловей», лауреат IX Международного конкурса молодых оперных певцов Klaudia Taev (III премия, Эстония, 2015).

## Биография
Окончил с отличием Российскую академию музыки имени Гнесиных в 2014 году по специальности вокальное искусство (класс проф. С.В. Горенковой).
В 2013 году принимал участие в исполнении оперы Г.Ф. Генделя «Ацис и Галатея» под руководством Петера Ноймана (Германия).
В 2014 году исполнил партию Ленского («Евгений Онегин» П.И. Чайковского) в Русском культурном доме в Копенгагене (Дания), а также партию Молодого цыгана («Алеко» С.В. Рахманинова) совместно с Государственным симфоническим оркестром «Новая Россия».
В сезоне 2018/2019 исполнил партию Линдоро ("Итальянка в Алжире" Дж. Россини) в рамках Festival de'Bardi van Nederland (Нидерланды, 2019).